# 韓孫愛
韓孫愛（1578年—1620年），字君博，號衷雷，浙江宁波府慈溪县人，明朝政治人物。韓子允侄。明神宗万历六年戊寅十月初九日生，万历四十八年庚申六月十一日卒。

## 生平
萬曆二十八年（1600年）庚子科順天府乡试举人，二十九年（1601年）辛丑科進士，礼部觀政，三十年官翰林院检讨，充福王朱常洵講官，三十五年閏六月升湖廣江防左参議，三十八年升按察司副使，四十一年考察降用。執法嚴明，課士興學，修砌江岸，浮玉磯，蘄人肖像祀之。著有《九阳子考》、《懒韩集》。

## 家族
曾祖韓淵，乡宾。祖韓秉誠。父韓子堯，俱耆儒。孫韓昌錫，崇祯癸未进士。